# Monster (Kiss)
| Recensione    | Giudizio |
| ------------- | -------- |
| AllMusic      |          |
| Rolling Stone |          |

Monster è il ventesimo ed ultimo album in studio del gruppo musicale statunitense Kiss, pubblicato nell'ottobre 2012 dalla Universal.
L'album è stato distribuito il 5 ottobre in Europa, il 9 ottobre in America e il 10 ottobre in Giappone. Il disco è stato registrato al Conway Recording Studios e prodotto da Paul Stanley e Greg Collins, gli stessi del precedente Sonic Boom. È inoltre il secondo lavoro del gruppo inciso con il batterista Eric Singer e il chitarrista Tommy Thayer in formazione.

## Tracce
1. Hell or Hallelujah – 4:07 (Paul Stanley) – voce solista: Stanley
2. Wall of Sound – 2:55 (Stanley, Gene Simmons, Tommy Thayer) – voce solista: Simmons
3. Freak – 3:35 (Stanley, Thayer) – voce solista: Stanley
4. Back to the Stone Age – 3:01 (Simmons, Stanley, Thayer, Eric Singer) – voce solista: Simmons
5. Shout Mercy – 4:04 (Stanley, Thayer) – voce solista: Stanley
6. Long Way Down – 3:51 (Stanley, Thayer) – voce solista: Stanley
7. Eat Your Heart Out – 4:06 (Simmons) – voce solista: Simmons
8. The Devil Is Me – 3:40 (Simmons, Stanley, Thayer) – voce solista: Simmons
9. Outta This World – 4:29 (Thayer) – voce solista: Thayer
10. All for the Love of Rock & Roll – 3:21 (Stanley) – voce solista: Singer
11. Take Me Down Below – 3:24 (Simmons, Stanley, Thayer) – voci soliste: Simmons, Stanley
12. Last Chance – 3:05 (Stanley, Simmons, Thayer) – voce solista: Stanley

Traccia bonus dell'edizione iTunes
1. Right Here Right Now – 3:58 (Stanley) – voce solista: Stanley

Traccia bonus dell'edizione giapponese
1. King of the Night Time World (live) – 3:59 (Stanley, Kim Fowley, Mark Anthony, Bob Ezrin) – voce solista: Stanley

## Formazione
Kiss
- Paul Stanley – chitarra ritmica, voce
- Gene Simmons – basso, voce
- Tommy Thayer – chitarra solista, voce
- Eric Singer – batteria, voce

Altri musicisti
- Brian Whelan – pianoforte in Freak

## Classifiche
| Classifica (2012)          | Posizione massima |
| -------------------------- | ----------------- |
| Australia                  | 7                 |
| Austria                    | 6                 |
| Belgio (Fiandre)           | 37                |
| Belgio (Vallonia)          | 36                |
| Canada                     | 3                 |
| Danimarca                  | 10                |
| Finlandia                  | 8                 |
| Francia                    | 26                |
| Germania                   | 6                 |
| Giappone                   | 9                 |
| Italia                     | 9                 |
| Norvegia                   | 2                 |
| Paesi Bassi                | 17                |
| Regno Unito                | 21                |
| Regno Unito (rock & metal) | 3                 |
| Scozia                     | 15                |
| Spagna                     | 11                |
| Stati Uniti                | 3                 |
| Stati Uniti (digital)      | 17                |
| Stati Uniti (rock)         | 2                 |
| Stati Uniti (tastemaker)   | 4                 |
| Svezia                     | 4                 |
| Svizzera                   | 8                 |
| Ungheria                   | 12                |